# Социальная леность
Социа́льная ле́ность — тенденция людей прилагать меньше усилий в том случае, когда они объединяют свои усилия ради общей цели, нежели в случае индивидуальной ответственности. Это явление изучается в социальной психологии.
Феномену социальной лености посвящён ряд работ, среди которых наиболее известными являются исследования Макса Рингельмана, Бибба Латане, Киплинга Уильямса и Стивена Харкинса.
Исследовательские работы с использованием современных технологий также подтвердили проявление социальной лености. Многие причины данного феномена происходят из ощущения индивида, что его усилия не будут иметь значения для группы.

## История

### Эксперимент по перетягиванию каната
Одной из первых работ, посвящённых изучению явления социальной лености, стала работа Макса Рингельмана (1913), известная как эффект Рингельмана. Учёным был проведён ряд экспериментов над группами индивидов, которым не сообщалось о скрытом измерении их вклада в общий результат. В процессе исследования он обнаружил, что в составе группы участники при перетягивании каната прилагали меньше усилий, нежели при индивидуальной работе.
В 1974 году исследователи во главе с Аланом Ингамом повторили эксперимент Рингельмана с использованием двух типов групп: 1) группы с реальными участниками (в соответствии с установкой Рингельмана) 2) псевдо-группы с одним действительным участником. В псевдо-группе помощники исследователей имитировали работу по перетягиванию каната, а на деле канатом управлял только один человек. Результаты показали, что достижения той группы, участники которой действительно прилагали усилия, гораздо ниже достижений псевдо-группы. Поскольку псевдо-группы были лишены согласованности внутри команды (так как помощники исследователей физически не тянули канат), Ингам доказал, что коммуникация между участниками сама по себе не отражает возможного снижения результата — потеря мотивации является более вероятной причиной снижения производительности.

### Эксперимент с аплодисментами
Бибб Латане, Киплинг Уильямс и Стивен Харкинс не прекращали поисков иных способов изучения этого феномена.
Эксперименты проводились над группой, состоящей из шести индивидов, рассаженных полукругом. Участники эксперимента были с завязанными глазами и с наушниками. Через наушники группе испытуемых транслировались оглушительные овации и крики. Участники были лишены возможности слышать свои или чужие крики и аплодисменты. По сценарию эксперимента участники группы должны были кричать или аплодировать «изо всех сил» в одиночку либо вместе с другими.
Предполагалось, что каждый из участников будет кричать громче, поскольку будут чувствовать себя раскованно. В реальности социальная леность проявила себя в полной мере: в группе испытуемые, крича или аплодируя, производили в три раза меньше шума, нежели каждый из них в отдельности. Однако, по мнению самих участников эксперимента, в обоих случаях они «выкладывались» одинаково.

## Влияние культуры
Кристофер П. Эрли в 1989 году провёл исследование социальной лености с учётом влияния на данный феномен фактора культуры. В эксперименте принимали участие группы индивидов с западной (индивидуалистической) и азиатской (коллективистской) типами культур. Индивидуалистическая культура характеризуется тем, что в ней индивидуальные цели её членов не менее (если не более) важны, чем групповые, в коллективистской — наоборот, групповые цели превалируют над индивидуальными.
Эрли предположил, что социальная леность может быть менее выражена в коллективистских культурах, ориентированных на достижение общего результата группой, а не отдельным индивидом. В ходе исследования он продемонстрировал, что китайские менеджеры, выполняя серию часовых заданий, трудятся более усердно в группе, нежели менеджеры из США, которые прилагали больше усилий, работая поодиночке.

## Причины

### Оценка потенциала
Чем больше количество участников группы, тем больше каждый из участников склонен чувствовать себя деиндивидуализованным. Этот термин определяет снижение личной ответственности индивида в группе, что приводит к снижению прилагаемых усилий индивидов в группах. Таким образом, это явление может снизить общую эффективность группы. Индивид может чувствовать себя «потерянным в толпе», считая, что его усилия не будут вознаграждены.

### Незначительность влияния на общий результат
В группе с большим составом индивидов каждый из них склонен полагать, что его вклад в общий результат незначителен и не оказывает значительного влияния на результат. Полагая, что его усилия не являются важными в контексте общей группы, он прикладывает минимум усилий.
Показательным примером данного подхода является голосование в США, где большинство граждан считают, что голосование на выборах — важная процедура, однако процент граждан, принимающих участие в голосовании на президентских выборах, очень низок (51 % на выборах 2000 года). Полагая, что их голос не настолько значим среди миллионов других, люди предпочитают не голосовать вовсе.

## Модели социальной лености
Психологи и социологи уже долгое время занимаются исследованиями данного феномена. Было проведено множество различных исследований, выявлявших всякого рода закономерности в проявлении индивидами социальной лености.
На основе многочисленной исследовательской базы сформировалось несколько направлений, которые формируют свои модели социальной лености.

### Модель Р. Е. Кидвелла- Н. Беннетта
В основу данной модели легла синтезирующая модель мотивации Д. Ноука. Обе эти модели исследуют поведение членов рабочих и в целом производственных групп, делают акцент именно на мотивации рабочих.
Эта модель выделяет несколько групп факторов, влияющих на степень проявления социальной лености:
- своеобразие и особенности структуры групп. Частота смена персонала, численность, различный период пребывания в коллективе — всё это может влиять на уровень мотивации к добросовестному труду.
- отношения и взаимодействия между членами производственной группы. Факт установленной справедливости внутри такого общества положительно сказывается на мотивации.
- характер выполняемой работы, понятность поставленных задач. Кроме того, социальная леность в рабочей группе будет снижаться, если задачи будут такого характера, при котором каждый отдельно взятый участник сможет увидеть результат своей работы, который можно будет оценить.
- разработанная система поощрений за выполнение требований. Здесь Кидвелл и Беннетт прежде всего имеют в виду финансовый фактор, то есть премии или прибавки.

Оценка членами группы её размера, роли их вклада в конечную цель и понимание ими поставленных задач, а также перспектива получения премии объединены как совокупность факторов, включённых в понятие рационального выбора. В данной модели это словосочетание означает соотнесение индивидом усилий, которые он приложит к работе и конечного результата и вознаграждения.
Размер группы зачастую относят к факторам, влияющим на возрастание социальной лености, однако, исходя из различных исследований, нельзя сделать однозначный вывод по данному вопросу, так как результаты сильно противоречат друг другу.
Понимание, что деятельность в рабочей группе строится на основе справедливости (которое также снижает леность) относится не ко всем существующим видам справедливости. Играет роль в данном случае наличие распределительной (дистрибутивной) справедливости, при которой вознаграждение за проделанную работу будет получено в соответствии с приложенными усилиями.
Кроме того, значимость выполняемых задач также снижает социальную леность. Если результат работы является взаимозависимым с другими задачами, то леность возрастает, а если работа более самодостаточна, то снижается.

## Обратное понятие
Существует обратное понятие — социальная фасилитация — термин, введённый американским психологом Норманом Триплетом, который в процессе исследований обнаружил, что участники велосипедных гонок показывают наиболее высокий результат заезда тогда, когда «соревнуются не с секундомером», а с другими спортсменами. Чтобы убедиться в своих предположениях Триплет провёл первый в истории социально-психологический эксперимент, который заключался в следующем: психолог предложил детям скручивать спиннинг на скорость. В одной ситуации дети скручивали спиннинг по отдельности и в пустой комнате, в другой — в обществе сверстников. Результат показал, что дети, которые скручивали спиннинг в присутствии других детей, делали это быстрее, нежели те, которые делали это в одиночку.
Разница между феноменами социальной лености и социальной фасилитации заключается в воздействии, которое оказывают присутствующие на вероятность оценки. В ситуации социальной фасилитации присутствие других индивидов повышает вероятность оценки, поскольку в этом случае действия одного индивида можно сравнить с действиями других. В ситуации социальной лености наличие коллег по деятельности снижает вероятность оценивания, поскольку вклад каждого индивида в группе оценить сложно.